# Tmarus srisailamensis
Tmarus srisailamensis là một loài nhện trong họ Thomisidae.
Loài này thuộc chi Tmarus. Tmarus srisailamensis được miêu tả năm 2006 bởi Rao et al..